# Serra de les Guineus
La Serra de les Guineus és una serra situada als municipis de Balaguer i la Sentiu de Sió (Noguera), amb una elevació màxima de 335 metres.